# مارکارسیت
مارکازیت یا پیریت با نامهای مَرقَش،مَرغَش، مَرقَشیشا، (به انگلیسی: Marcasite) با فرمول شیمیایی FeS2 از مجموعه کانی هاست و در ساخت اسید سولفوریک بکار برده می‌شود. بهترین نوع آن ذهبی رنگ است که به عربی آن راحجرالنور یا حجر روشنایی می گویند. در گذشته مرقش را در درمان چشم بکار می بردند. محلول در HNO۳، در شعله رنگ آبی می‌دهد. برای اولین بار در چک اسلواکی کشف شد و از نظر شکل بلور: قرصی شکل - منشوری - ماکله، رنگ: زردرنگ پریده با انعکاس شدید، شفافیت: کدر (اپاک)، شکستگی: نامنظم، جلا: فلزی، رخ: ناقص، سیستم تبلور: ارترومبیک و در رده‌بندی سولفور است همچنین خاصیت مغناطیسی ضعیف و منشأ تشکیل آن هیدروترمال - رسوبی - هیپرژن است.
همایند کانی‌شناسی (پارانژ) آن رنگ، اشکال بلوری، سختی، خواص نوری و اشعه Xکالکوپیریت - پیریت- سینابر- گالن- اسفالریت- و غیره است
، از نظر ژیزمان بلوری - آگرگات توده‌ای - دانه‌ای - نودولار - کنکرسیونی DDD پسودومرف فراوان است و بیشتر در آلمان غربی و شرقی، چک اسلواکی، URSS، آمریکا، مکزیک، شیلی یافت می‌شود.